# Ла Чилпа (Куајука де Андраде)
Ла Чилпа (шп. La Chilpa) насеље је у Мексику у савезној држави Пуебла у општини Куајука де Андраде. Насеље се налази на надморској висини од 1523 м.

## Становништво
Према подацима из 2010. године у насељу је живело 10 становника.

### Хронологија
| Година       | 2000        | 2005       | 2010 |
| ------------ | ----------- | ---------- | ---- |
| Становништво | 21 (12 / 9) | 12 (7 / 5) | 10   |

### Попис
| # | Индикатор                     | Вредност |
| - | ----------------------------- | -------- |
| 1 | Укупно домаћинстава           | 4        |
| 2 | Укупно насељених домаћинстава | 2        |
| 3 | Величина локације             | 1        |